# Mont-l'Évêque
Mont-l'Évêque är en kommun i departementet Oise i regionen Hauts-de-France i norra Frankrike. Kommunen ligger i kantonen Senlis som tillhör arrondissementet Senlis. År 2022 hade Mont-l'Évêque 405 invånare.

## Befolkningsutveckling
Antalet invånare i kommunen Mont-l'Évêque
| Referens: INSEE |